# Parenchym (plantkunde)

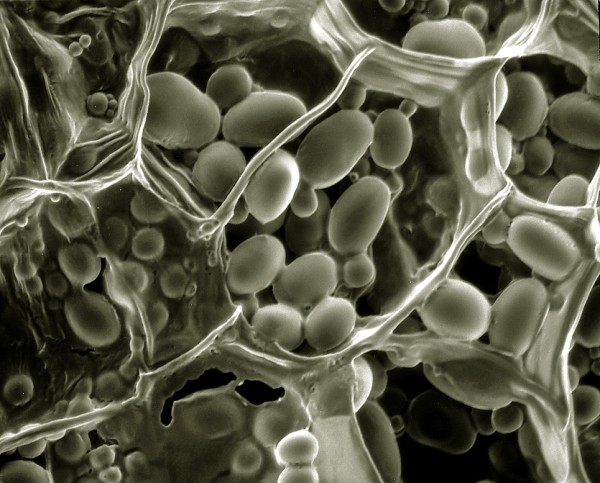
Opslagparenchym met zetmeelkorrels van aardappel

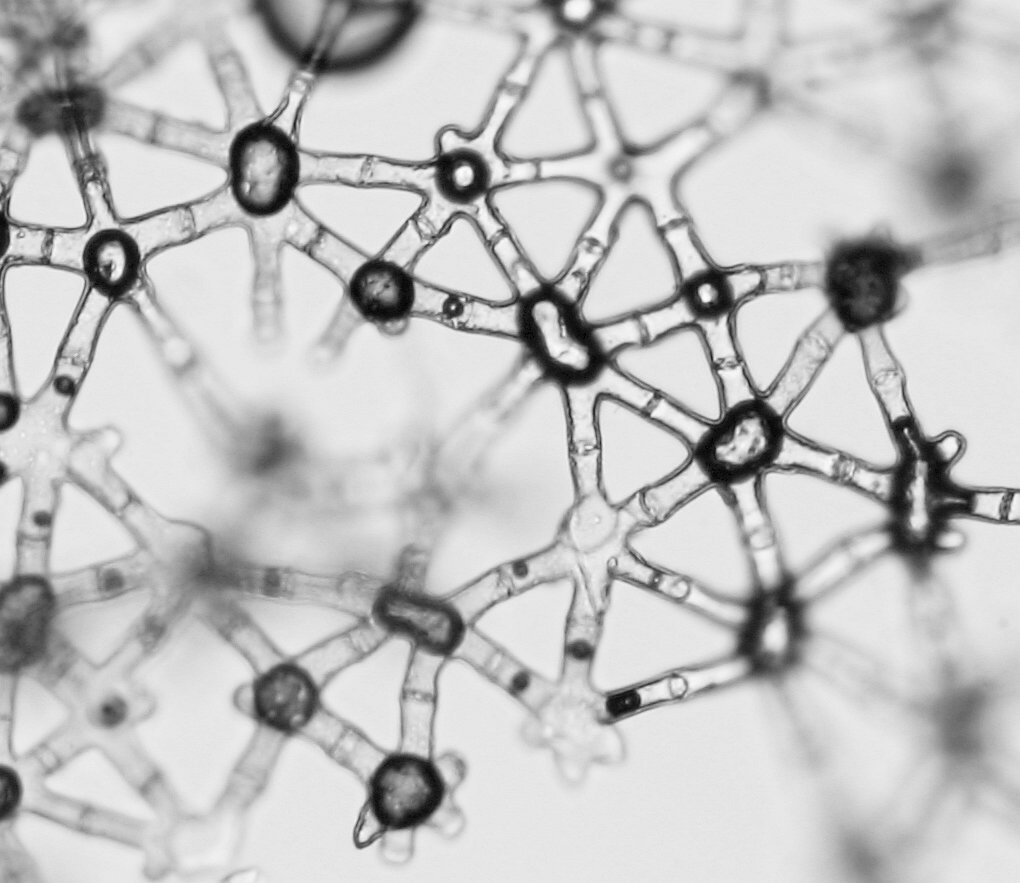
Aerenchym (parenchym met grote intercellulaire ruimten) in een moerasplant of waterplant

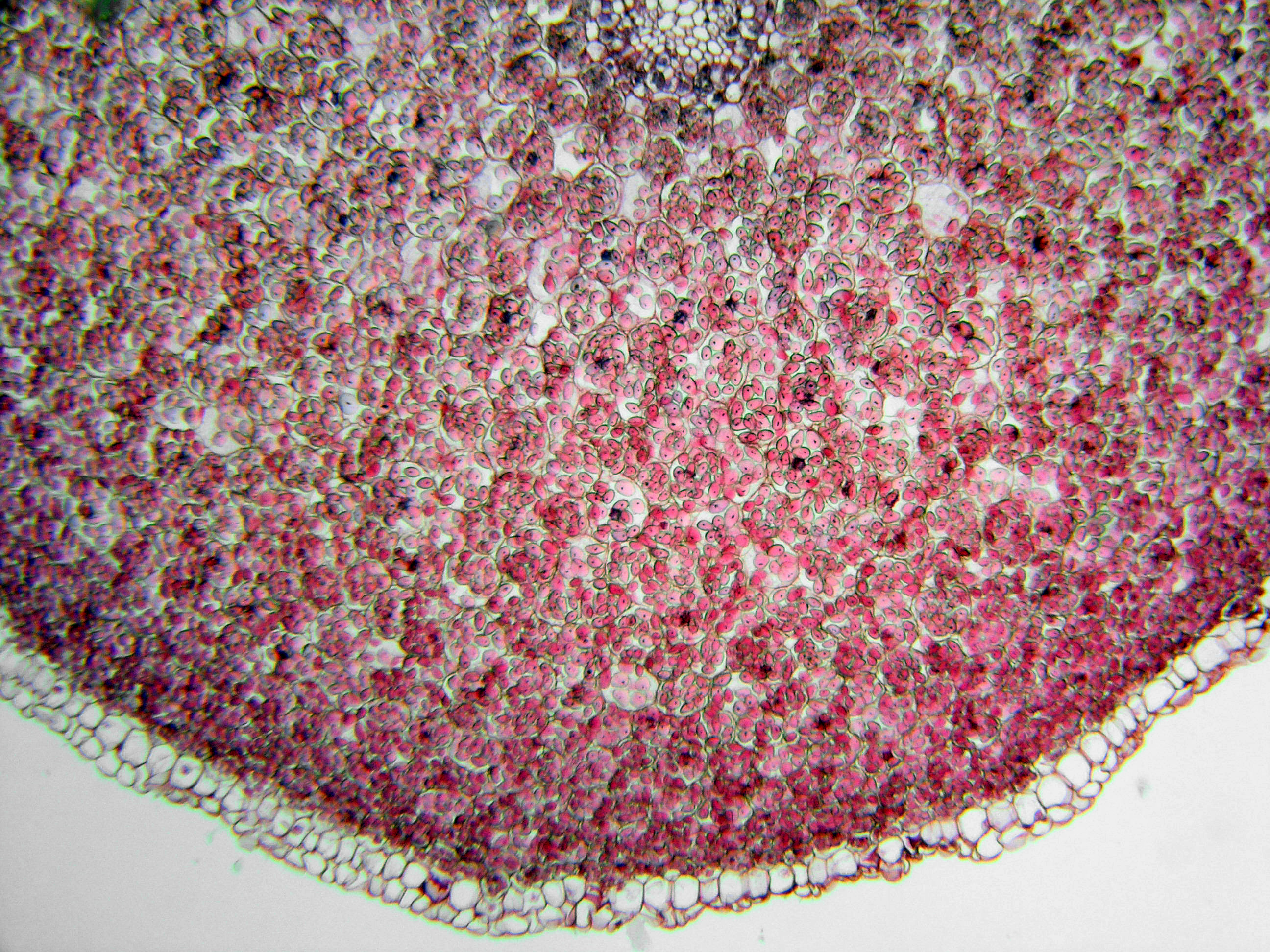
Opslagparenchym van speenkruid

Parenchym (Grieks: παρέγχυμα parenchuma = vulmiddel) is een van de drie primaire weefsels van een plant en dient vaak als vulweefsel en als weefsel voor opslag van reservestoffen. De twee andere primaire weefsels zijn collenchym en sclerenchym. 
Parenchym komt veel voor in wortels, stengels, bladeren en vruchten. In de parenchymcellen van bladeren zitten de chloroplasten. 
De parenchymcellen hebben dunne wanden. Meestal kunnen ze weer deelvaardig worden. De wanden zijn primair, maar er kan lignine in afgezet worden. Er zijn veel en soms grote intercellulaire ruimten. Bij waterplanten vormen de intercellulaire ruimten grote holten, waardoor ze via de wortels kunnen ademen. In de celwanden zitten plasmodesmata of stippels waardoor de parenchymcellen in verbinding staan met elkaar en met de intercellulaire ruimten.
De functies van parenchym kunnen zijn:
- vulweefsel (voorbeeld: vlierpit)
- opslagweefsel (voorbeeld: opslag van zetmeel in de aardappel)
- assimilatieweefsel (voorbeeld: palissadeparenchym in bladeren)
- gastransport (voorbeeld: sterparenchym in de stengels en wortels van helofyten)

Soorten parenchym in planten:
- Axiaal parenchym: vulweefsel dat in de richting van de lengteas van een plantendeel georiënteerd is
  - Aerenchym: axiaal parenchym met grote met lucht gevulde intercellulairen
- Marginaal parenchym: vulweefsel rondom de jaarringen van een boom
- Palissadeparenchym: weefsellaag in bladeren waarin voor het grootste deel de fotosynthese plaatsvindt
- Sponsparenchym: sponsachtige weefsellaag in bladeren